# Культурфорум

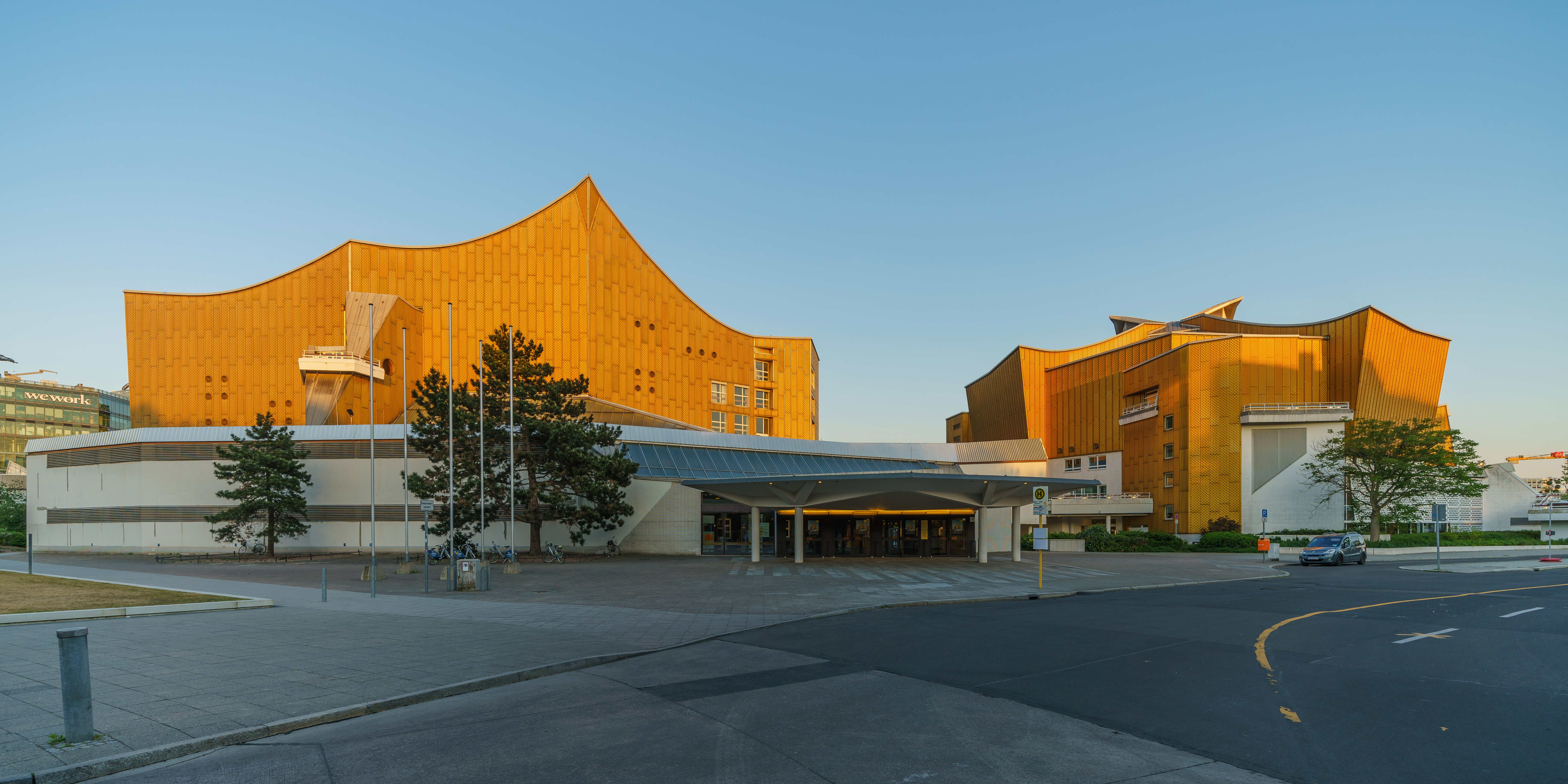
Берлінська філармонія і Зал камерної музики в берлінському Культурфорумі

52°30′30″ пн. ш. 13°22′04″ сх. д. / 52.5083° пн. ш. 13.3678° сх. д.
Культурфорум (нім. Kulturforum) — культурний центр в берлінському районі Тіргартен між Потсдамською площею і Ландвер-каналом.
У Культурфорумі розміщуються:
- Нова національна галерея
- Берлінська картинна галерея
- Гравюрний кабінет
- Музей прикладного мистецтва
- Музей музичних інструментів
- Бібліотека мистецтв
- Берлінська філармонія
- Зал камерної музики
- Державна бібліотека

## Історія
Квартал вілл епохи ґрюндерства біля південного краю Великого Тіргартена був знесений при націонал-соціалістах в рамках запланованої перебудови Берліна в Столицю світу Німеччину. Після розбору руїн Другої світової війни залишилася тільки церква Святого Матвія, яка була відреставрована в 1959—1960 роках.

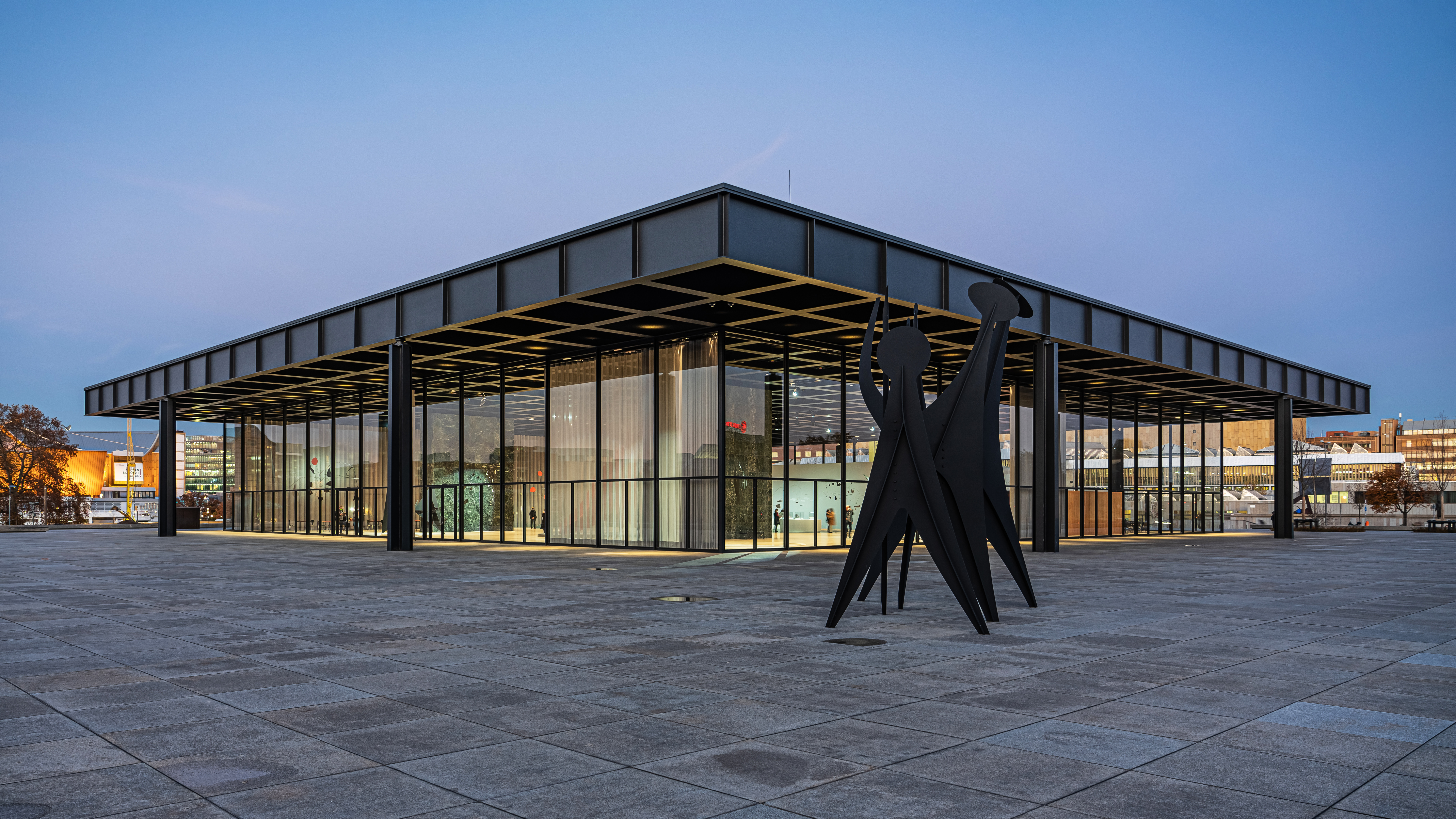
Нова національна галерея

У 1958 році за підсумками конкурсу «Столиця Берлін» з'явилися перші плани зведення у Тіргартена в Західному Берліні нового культурного центру. Разом з історичним центром Східного Берліна в районі Мітте в новому загальному Берліні він мав стати частиною «Культурної стрічки», що простягнулася зі сходу на захід. У 1959 році парламент Західного Берліна ухвалив рішення про будівництво в південній частині Тіргартена нової будівлі Берлінської філармонії за проєктом Ганса Шаруна, підготовленому спочатку для Федеральної алеї в берлінському Вільмерсдорфі. Навколо будівлі філармонії по ідеї Шарун повинен був з'явитися архітектурний ансамбль вільної міської забудови, який би відображав загальні демократичні настрої. Після зведення будівлі філармонії в 1963 році на основі ескізу Шаруна, виконаного в 1971 році, його багаторічний співробітник Едгар Вісніевскі в 1979 році створив проєкт Залу камерної музики, зведеного в 1984—1987 роках. У 1979—1984 роках Вісніевскі побудував поруч з філармонією Державний інститут музичних досліджень, в якому також розмістився Музей музичних інструментів.
У 1965-1968 роках незалежно від планів Шаруна навпроти Філармонії Людвігом Місом ван дер Рое було споруджено будинок Нової національної галереї.
Разом з проєктом Державної бібліотеки Фундації прусської культурної спадщини у Ганса Шаруна з'явилася ідея Культурфоруму: від запланованих музеїв на західній стороні форум як долина повинен був спускатися до гостьового будинку Сенату, щоб потім піднятися на сході до Державної бібліотеки. Після смерті Шаруна в 1972 році його роботу продовжив Вісніевскі. Концепцію Шаруна не було реалізовано повною мірою.
Міжнародний конкурс 1965—1966 років на проєкт будівель музеїв не приніс задовільних результатів, і проєктні роботи були доручені Рольфу Гутброду. Проєкт Гутброда передбачав окремі будівлі з загальним двором і єдиним центральним входом і не вступав у конкуренцію з будівлями Шаруна. Загальна концепція зазнала серйозної критики й в 1985 році проєктувальні роботи були припинені. У 1987 році за результатами нового конкурсу було прийнято рішення про будівництво картинної галереї по проєкту Hilmer &amp; Sattler und Albrecht. Берлінська картинна галерея була зведена в 1992—1998 роках.
В результаті забудови територій навколо Потсдамської площі після возз'єднання Німеччини Культурфорум виявився в абсолютно новому архітектурному оточенні й неодноразово критикувався як, в результаті, невдалий приклад модерністської міської архітектури.